# ДЛС Чекерица
Държавно ловно стопанство „Чекерица“ е ловно стопанство на територията на Община Раковски в землището на село Стряма. Стопанството полага грижи предимно за дребен дивеч и пернати.

## Географско положение
Ловното стопанство се намира в Пловдивското поле, североизточно от долното течение на река Стряма, на 15 км от Пловдив в близост до магистрала Тракия.

## История
През 1951 г. в землището на село Стряма е създаден поземленият развъдник „Чекерица“ с обща площ 2850 дка земя и гора. След това развъдникът прераства в ловно стопанство.
Ловното стопанство „Чекерица“ е създадено през 1990 г. с Министерско постановление №9 от 20 февруари. То се формира върху стопанисваните преди това от Службата за охрана при Държавния съвет ловно стопанство и ловна резиденция. Преди 1990 г. стопанството е било едно от малкото подобни стопанства на пълна само издръжка и с печалба от дейност си.
Със заповед № РД 09 – 1083/01.08.2012 г. на МНЗ е създадено ДЛС „Тракия“, което включва „Чекерица“ и други три отделни ловни участъка
- „Чекерица“ и „Виница-Градина“, обхващащи части от поречието на река Стряма и река Марица,
- „Тъмръш“ и „Петвар-Михалково“ разположени в централната част на Родопа планина

с 32 500 хектара обща ловна площ и с голямо различие в надморската височина (от 100 м. в ловен участък „Градина“ до 2000 м. в ловен участък „Тъмръш“).
Седалището на новото ловното стопанство се намира в „Чекерица“.

## Описание
Ловната площ na ловно стопанство „Чекерица“ е от 2100 ха и има за своя западна граница долното течение на река Стряма. Теренът е равнинен, а надморската височина варира от 150 до 170 м. Средната температура, която се задържа близо 220 дни в годината над 10 градуса, гарантира благоприятно развитие на дивечовите запаси и оцеляване на малките. Поради характерните си особености районът е естествен развъдник на фазан, яребица, гривяк, пъдпъдък и гургулица, сърни и зайци.
Стопанството разполага с два ловни дома.
- ловна резиденция, разполагаща с 2 апартамента и 4 двойни стаи, салон-трапезария с камина и кухня, и
- ловен дом, разполагащ с 5 двойни стаи.

## Дейности
- Лов на дребен дивеч – годишно се отстрелват около 1500 заека и 20 сръндака.
- Лов на пернат – годишно се разселват около 10 000 фазана и 1200 яребици и кеклици; организира се класическият лов на пернати – на ход с кучета покрай канали и различни обособени растителни пояси, също така и на фазани на гонки, при които се стрелят и доста зайци, яребици и други пернати, както разбира се и ако случайно излезе хищник. Ловът на гълъби в края на август също е много успешен (около 100 броя дневно).
- Екотуризъм и фотолов.